# Malcolm Poole
Malcolm Poole (né le 6 novembre 1949) est un joueur de hockey sur gazon australien. Il participe aux Jeux olympiques d'été de 1976 et il y remporte la médaille d'argent de la compétition.

## Palmarès

### Jeux olympiques
- Jeux olympiques de 1976 à Montréal,  Canada
  -  Médaille d'argent.